# 复活的基督 (雷尼)
《复活的基督》是圭多·雷尼 的一幅布面油画，绘制于 1620 年，尺寸为 228 x 138 厘米。现藏于马耳他瓦莱塔的MUŻA。 
这幅画的灵感来自米开朗基罗在罗马神庙遗址圣母堂制作的雕像弥涅耳瓦的基督。

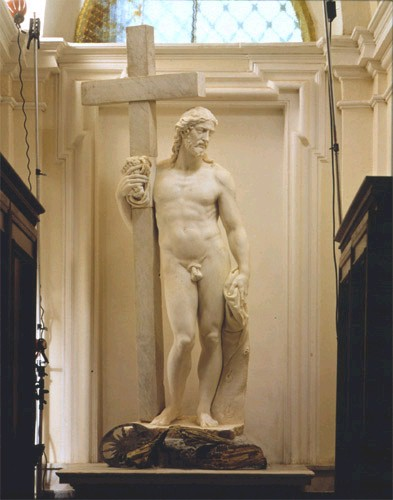
弥涅耳瓦的基督 (第一个版本)
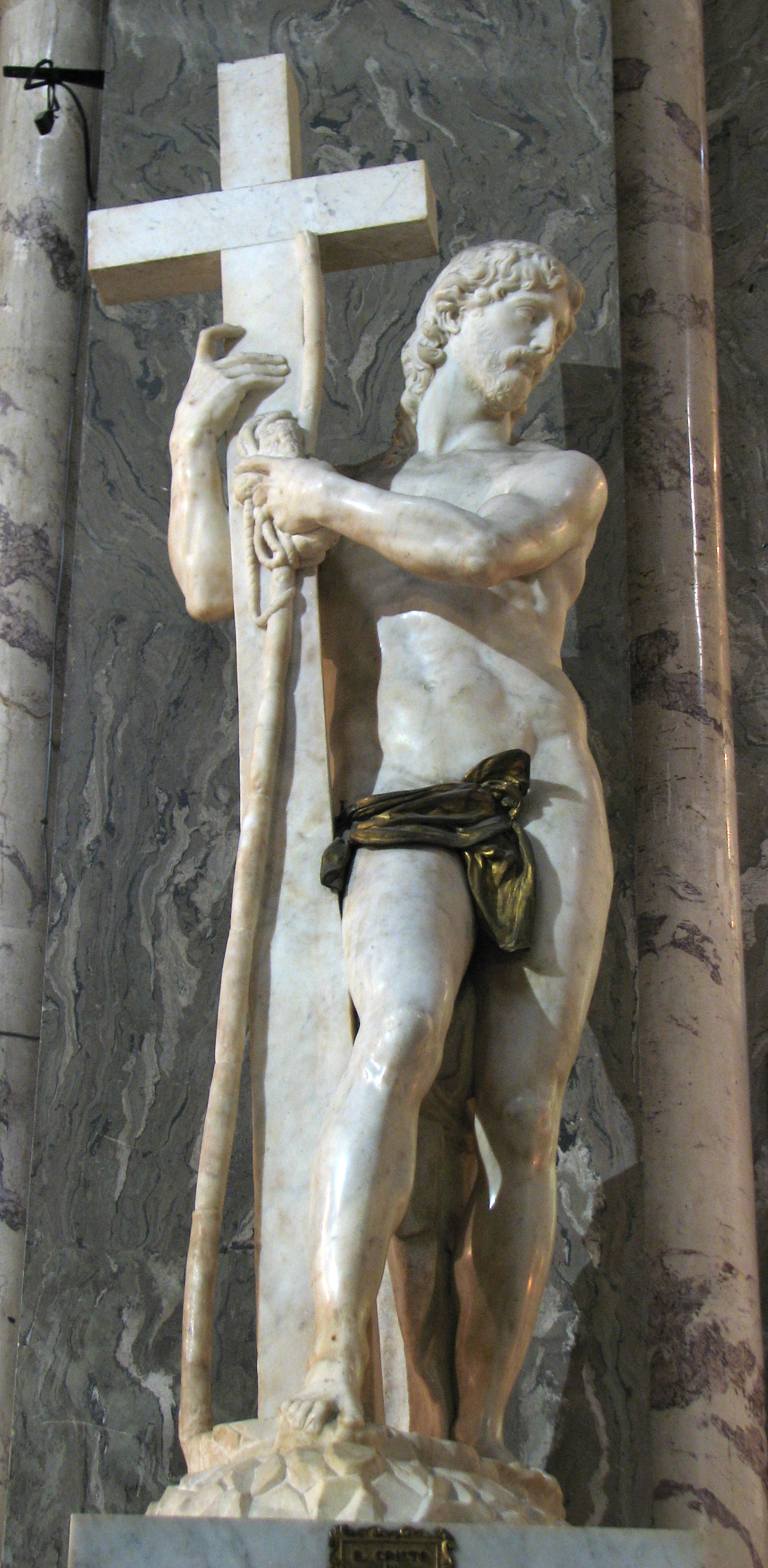
弥涅耳瓦的基督